# Anthurium affine
Anthurium affine Schott, 1855 è una pianta della famiglia delle Aracee, endemica del Brasile.